# Australische Cricket-Nationalmannschaft in England in der Saison 2024
Die Tour der australischen Cricket-Nationalmannschaft nach England in der Saison 2024 fand vom 11. bis zum 29. September 2024 statt. Die internationale Cricket-Tour war Bestandteil der Internationalen Cricket-Saison 2024 und umfasste fünf One-Day Internationals und drei Twenty20s. Australien gewann die ODI-Serie mit 3–2, während die Twenty20-Serie 1–1 unentschieden endete.

## Vorgeschichte
England spielte zuvor eine Tour gegen Sri Lanka, Australien eine Tour in Schottland. Das letzte Aufeinandertreffen der beiden Mannschaften bei einer Tour fand in der Saison 2023 in England statt.

## Stadien
Das folgende Stadion wurde für die Tour als Austragungsort vorgesehen und am 4. Juli 2023 bekanntgegeben.
| Stadion                     | Stadt             | Kapazität | Spiele |
| --------------------------- | ----------------- | --------- | ------ |
| Bristol County Ground       | Bristol           | 17.500    | 5. ODI |
| Sophia Gardens              | Cardiff           | 15.643    | 1. T20 |
| Emirates Durham             | Chester-le-Street | 17.000    | 3. ODI |
| Headingley Stadium          | Leeds             | 17.000    | 2. ODI |
| Lord’s Cricket Ground       | London            | 30.000    | 4. ODI |
| Old Trafford Cricket Ground | Manchester        | 19.000    | 3. T20 |
| Trent Bridge                | Nottingham        | 15.350    | 1. ODI |
| Rose Bowl                   | Southampton       | 6.500     | 1. T20 |

## Kaderlisten
Australien benannte seine Kader am 15. Juli 2024.
England benannte seine Kader am 26. August 2024.
| ODI | ODI | T20 | T20 |
| England | Australien | England | Australien |
| --- | --- | --- | --- |
| - Harry Brook (K) - Jos Buttler (K, wk) - Jofra Archer - Gus Atkinson - Jacob Bethell - Brydon Carse - Jordan Cox (wk) - Ben Duckett - Josh Hull - Will Jacks - Liam Livingstone - Matthew Potts - Adil Rashid - Phil Salt (wk) - Jamie Smith - Olly Stone - Reece Topley - John Turner | - Mitchell Marsh (K) - Sean Abbott - Alex Carey (wk) - Cameron Green - Nathan Ellis - Jake Fraser-McGurk - Aaron Hardie - Josh Hazlewood - Travis Head - Josh Inglis (wk) - Marnus Labuschagne - Glenn Maxwell - Matthew Short - Steven Smith - Mitchell Starc - Adam Zampa | - Phil Salt (K, wk) - Jos Buttler (K, wk) - Jofra Archer - Jacob Bethell - Brydon Carse - Jordan Cox - Sam Curran - Josh Hull - Will Jacks - Liam Livingstone - Saqib Mahmood - Dan Mousley - Jamie Overton - Adil Rashid - Reece Topley - John Turner | - Mitchell Marsh (K) - Sean Abbott - Xavier Bartlett - Cooper Connolly - Tim David - Nathan Ellis - Jake Fraser-McGurk - Cameron Green - Aaron Hardie - Josh Hazlewood - Travis Head - Josh Inglis (wk) - Spencer Johnson - Marcus Stoinis - Adam Zampa |

## Twenty20 Internationals

### Erstes Twenty20 in Southampton
| 11. September Scorecard | Southampton | Australien 179 (19.3)          | – | England 151 (19.2) |
|                         |             | Australien gewinnt mit 28 Runs |   |                    |

England gewann den Münzwurf und entschied sich als Feldmannschaft zu beginnen. Für Australien bildeten die Eröffnungs-Batter Matthew Short und Travis Head eine Partnerschaft. Head gelang ein Fifty über 59 Runs, woraufhin Josh Inglis ins Spiel kam. Short erreichte 41 Runs und Marcus Stoinis 10 weitere. Nachdem Cameron Green aufs Feld gekommen war, verlor Inglis sein Wicket nach 37 Runs. Green konnte 13 weitere Runs erzielen und als im letzten Over des Innings das letzte Wicket fiel, hatte Australien eine Vorgabe von 180 Runs aufgestellt. Bester englischer Bowler war Liam Livingstone mit 3 Wickets für 22 Runs. Für England formte Eröffnungs-Batter Phil Salt zusammen mit dem dritten Schlagmann Jordan Cox eine Partnerschaft. Cox erreichte 17 Runs und wurde durch Liam Livingstone ersetzt. Salt konnte 20 Runs erzielen und der hineinkommende Sam Curran 18 weitere. Diesem folgte Jamie Overton und Livingstone schied nach 37 Runs aus. Overton konnte daraufhin 15 Runs erzielen, bevor Saqib Mahmood nach 12 Runs das letzte Wicket des Innings verlor und so England die Vorgabe verpasste. Bester australischer Bowler war Sean Abbott mit 3 Wickets für 28 Runs. Als Spieler des Spiels wurde Travis Head ausgezeichnet.

### Zweites Twenty20 in Cardiff
| 13. September Scorecard | Cardiff | Australien 193-6 (20)         | – | England 194-7 (19) |
|                         |         | England gewinnt mit 3 Wickets |   |                    |

England gewann den Münzwurf und entschied sich als Feldmannschaft zu beginnen. Für Australien formten die Eröffnungs-Batter Matthew Short und Travis Head eine Partnerschaft. Head erreichte 31 Runs und wurde durch Jake Fraser-McGurk ersetzt. Short gelangen 28 Runs, woraufhin Josh Inglis ins Spiel kam. Fraser-McGurk schied nach einem Fifty über 50 Runs aus und nachdem Cameron Green ins Spiel kam, schied auch Inglis nach 42 Runs aus. An der Seite von Green kam Aaron Hardie aufs Feld und zusammen beendeten sie das Innings mit einer Vorgabe von 194 Runs für England. Hardie erreichte dabei 20* Runs und Green 13* Runs. Beste englische Bowler waren Liam Livingstone mit 2 Wickets für 16 Runs und Brydon Carse mit 2 Wickets für 26 Runs. Für England formten die Eröffnungs-Batter Phil Salt und Will Jacks eine Partnerschaft. Jacks erzielte 12 Runs und nachdem Liam Livingstone ins Spiel gekommen war, verlor auch Salt sein Wicket nach 39 Runs. An der Seite von Livingstone kam Jacob Bethell aufs Feld, dem 44 Runs gelangen. Livingstone schied nach ein em Fifty über 87 Runs aus und kurz darauf gelang es England die Vorgabe einzuholen. Bester australischer Bowler war Matthew Short mit 5 Wickets für 22 Runs. Als Spieler des Spiels wurde Liam Livingstone ausgezeichnet.

### Drittes Twenty20 in Manchester
| 15. September Scorecard | Manchester | England        | – | Australien |
|                         |            | Spiel abgesagt |   |            |

Das Spiel wurde auf Grund von Regenfällen abgesagt.

## One-Day Internationals

### Erstes ODI in Nottingham
| 19. September Scorecard | Nottingham | England 315 (49.4)               | – | Australien 317-3 (44) |
|                         |            | Australien gewinnt mit 7 Wickets |   |                       |

England gewann den Münzwurf und entschied sich als Feldmannschaft zu beginnen. Für sie formten die Eröffnungs-Batter Phil Salt und Ben Duckett eine Partnerschaft. Salt erreichte 17 Runs und wurde durch Will Jacks gefolgt, dem ein Fifty über 62 Runs gelang. Nachdem Harry Brook hineingekommen war, verlor auch Duckett sein Wicket nach einem Fifty über 95 Runs. Dieser wurde durch Jamie Smith ersetzt. Brook gelangen 39 Runs und Smith 23 Runs, bevor Liam Livingstone und Jacob Bethel eine weitere Partnerschaft formten. Livingstone konnte 13 Runs erreichen und Bethel fand mit Matthew Potts einen weiteren Partner. Bethel schied dann nach 35 Runs aus, während Potts mit ungeschlagenen 11* Runs die Vorgabe auf 316 Runs erhöhen konnte. Beste australische Bowler waren Marnus Labuschagne mit 3 Wickets für 39 Runs und Adam Zampa mit 3 Wickets für 49 Runs. Für Australien bildeten die Eröffnungs-Batter Mitchell Marsh und Travis Head eine Partnerschaft. Marsh schied nach 10 Runs aus und die ihm folgenden Steven Smith und Cameron Green erreichten jeweils 32 Runs. Daraufhin folgte Marnus Labuschagne aufs Feld, der zusammen mit Head im 44. Over die Vorgabe einholte. Head erzielte dabei ein Century über 154* Runs aus 129 Bällen und Labuschagne ein Fifty über 77* Runs. Für England erzielten Jacob Bethell, Matthew Potts und Liam Livingstone jeweils ein Wicket. Als Spieler des Spiels wurde Travis Head ausgezeichnet.

### Zweites ODI in Leeds
| 21. September Scorecard | Leeds | Australien 270 (44.4)          | – | England 202 (40.2) |
|                         |       | Australien gewinnt mit 68 Runs |   |                    |

England gewann den Münzwurf und entschied sich als Feldmannschaft zu beginnen. Für Australien formten die Eröffnungs-Batter Matthew Short und Travis Head eine Partnerschaft. Head erreichte 29 Runs und wurde durch Mitchell Marsh ersetzt, bevor Short ebenfalls nach 29 Runs ausschied. Dem hineinkommenden Marnus Labuschagne gelangen 19 Runs, bevor Marsh nach einem Fifty über 60 Runs sein Wicket verlor. Daraufhin bildete Alex Carey zusammen mit Aaron Hardie eine weitere Partnerschaft. Hardie konnte 23 Runs erzielen und Carey verlor das letzte Wicket des Innings nach einem Fifty über 74 Runs, womit die Vorgabe für England auf 271 Runs erhöht wurde. Bester englischer Bowler war Brydon Carse mit 3 Wickets für 75 Runs. England begann mit den Eröffnungs-Battern Phil Salt und Ben Duckett. Salt erreichte 12 Runs und wurde gefolgt durch Jamie Smith. Duckett schied nach 32 Runs aus, woraufhin Jacob Bethell ins Spiel kam der 25 Runs erzielte. Ihm folgte Brydon Carse und Smith schied nach 49 Runs aus. Carse erzielte 26 Runs und Adil Rashid 27 weitere, was jedoch nicht ausreichte die Vorgabe einzuholen. Bester australischer Bowler war Mitchell Starc mit 3 Wickets für 50 Runs. Als Spieler des Spiels wurde Alex Carey ausgezeichnet.

### Drittes ODI in Chester-le-Street
| 24. September Scorecard | Chester-le-Street | Australien 304-7 (50)                    | – | England 254-4 (37.4/37.4) |
|                         |                   | England gewinnt mit 46 Runs (D/L method) |   |                           |

England gewann den Münzwurf und entschied sich als Feldmannschaft zu beginnen. Für Australien bildeten die Eröffnungs-Batter Matthew Short und Mitchell Marsh eine Partnerschaft. Short erzielte 14 Runs und wurde gefolgt durch Steven Smith. Marsh erreichte 24 Runs und der hineinkommende Cameron Green konnte 42 Runs erzielen. Daraufhin kam Alex Carey aufs Feld und Smith verlor sein Wicket nach einem Fifty über 60 Runs. An der Seite von Carey erzielte Glenn Maxwell 30 und Aaron Hardie 44 Runs. Carey beendete das Innings mit einem ungeschlagenen Fifty über 77* Runs und erhöhte so die Vorgabe auf 305 Runs. Bester englischer Bowler war Jofra Archer mit 2 Wickets für 67 Runs. England verlor früh die Eröffnungs-Batter, woraufhin Will Jacks und Harry Brook eine Partnerschaft formten. Jacks gelang ein Fifty über 84 Runs und nachdem Liam Livingstone aufs Feld kam, setzte der Regen ein und das Spiel musste abgebrochen werden. Zu dem Zeitpunkt hatte England 254 Runs erzielt und war deutlich über der korrigierten Vorgabe von 209 Runs. Brook hatte bis dahin ein Century über 110* Runs aus 94 Bällen und Livingstone 33* Runs erzielt. Beste australische Bowler waren Cameron Green mit 2 Wickets für 45 Runs und Mitchell Starc mit 2 Wickets für 63 Runs. Als Spieler des Spiels wurde Harry Brook ausgezeichnet.

### Viertes ODI in London
| 27. September Scorecard | London (Lord’s) | England 312 (39/39)          | – | Australien 126 (24.4/39) |
|                         |                 | England gewinnt mit 186 Runs |   |                          |

Das Spiel begann nach Regenfällen verspätet und wurde auf 39 Over je Seite verkürzt. Australien gewann den Münzwurf und entschied sich als Feldmannschaft zu beginnen. Für England begannen die Eröffnungs-Batter Phil Salt und Ben Duckett. Salt erreichte 22 Runs und der ihm folgende Will Jacks 10 weitere. Ihm folgte Harry Brook, woraufhin Duckett nach einem Fifty über 63 Runs ausschied. Er wurde durch Jamie Smith ersetzt und Brook verlor sein Wicket nach einem Fifty über 87 Runs. Nachdem Liam Livingstone aufs Feld gekommen war, schied Smith nach 39 Runs aus und wurde gefolgt durch Jacob Bethell. Livingstone und Bethell beendeten dann das Innings mit einer Vorgabe von 313 Runs für Australien, wobei Livingstone ein Fifty über 62* Runs und Bethell 12* Runs erzielte. Bester australischer Bowler war Adam Zampa mit 2 Wickets für 66 Runs. Für Australien formte sich die Eröffnungs-Partnerschaft zwischen Mitchell Marsh und Travis Head. Head erzielte 34 Runs und Marsh 28 Runs, bevor Alex Carey und Sean Abbott eine weitere Partnerschaft bildeten. Abbott gelangen 10 Runs und Carey 13 Runs, jedoch konnte sich kein weiterer Spieler etablieren und als im 25. Over das letzte Wicket fiel, hatte Australien die Vorgabe weit verfehlt. Beste englische Bowler waren Matthew Potts mit 4 Wickets für 38 Runs und Brydon Carse mit 3 Wickets für 36 Runs. Als Spieler des Spiels wurde Harry Brook ausgezeichnet.

### Drittes ODI in Bristol
| 29. September Scorecard | Bristol | England 309 (49.2)                          | – | Australien 165-2 (20.4/20.4) |
|                         |         | Australien gewinnt mit 49 Runs (D/L method) |   |                              |

Australien gewann den Münzwurf und entschied sich als Feldmannschaft zu beginnen. Für England bildeten Phil Salt und Ben Duckett die Eröffnungs-Partnerschaft. Salt erreichte 45 Runs, woraufhin der hineinkommende Harry Brook ein Fifty über 72 Runs erzielte. Als Jacob Bethell aufs Feld kam, verlor Duckett sein Wicket nach einem Century über 107 Runs aus 91 Bällen. Bethell erreichte daraufhin 13 Runs und bis zum Ende des Innings konnte dann Adil Rashid noch 36 Runs erzielen, bis er das letzte Wicket des Innings verlor. Bester australischer Bowler war Travis Head mit 4 Wickets für 28 Runs. Für Australien begannen Matthew Short und Travis Head. Head gelangen 31 Runs, woraufhin Steven Smith ins Spiel kam. Short verlor sein Wicket nach einem Fifty über 58 Runs, der dann durch Josh Iglis ersetzt wurde. Smith und Inglis gelang es das 20. Over zu erreichen, bevor der Regen einsetzte und das Spiel beendete. Damit war ein gültiges Ergebnis zustande gekommen und Australien hatte mit 165 Runs die korrigierte Vorgabe von 117 Runs deutlich überschritten. Smith hatte 36* Runs erreicht und Inglis 28* Runs. Die englischen Wickets erzielte Brydon Carse und Matthew Potts. Als Spieler des Spiels wurde Travis Head ausgezeichnet.

## Auszeichnungen

### Player of the Series
Als Player of the Series wurden der folgende Spieler ausgezeichnet.
| Serie    | Player of the Series |
| -------- | -------------------- |
| ODI      | Travis Head          |
| Twenty20 | Liam Livingstone     |

### Player of the Match
Als Player of the Match wurden die folgenden Spieler ausgezeichnet.
| Spiel       | Player of the Match |
| ----------- | ------------------- |
| 1. ODI      | Travis Head         |
| 2. ODI      | Alex Carey          |
| 3. ODI      | Harry Brook         |
| 4. ODI      | Harry Brook         |
| 5. ODI      | Travis Head         |
| 1. Twenty20 | Travis Head         |
| 2. Twenty20 | Liam Livingstone    |
| 3. Twenty20 | –                   |

## Statistiken
Die folgenden Cricketstatistiken wurden bei dieser Tour erzielt.
| ODI            | ODI        | ODI     | ODI     | ODI     | ODI     | ODI     | ODI     | ODI     |
| Batting        | Batting    | Batting | Batting | Batting | Batting | Batting | Batting | Batting |
| Spieler        | Mannschaft | Spiele  | Innings | Runs    | Average | HS      | 100s    | 50s     |
| -------------- | ---------- | ------- | ------- | ------- | ------- | ------- | ------- | ------- |
| Harry Brook    | England    | 5       | 5       | 312     | 78,00   | 110*    | 1       | 2       |
| Ben Duckett    | England    | 5       | 5       | 305     | 61,00   | 107     | 1       | 2       |
| Travis Head    | Australien | 4       | 4       | 248     | 82,66   | 154*    | 1       | 0       |
| Alex Carey     | Australien | 4       | 3       | 164     | 82,00   | 77*     | 0       | 2       |
| Will Jacks     | England    | 5       | 5       | 156     | 31,20   | 84      | 0       | 2       |
| Bowling        |            |         |         |         |         |         |         |         |
| Spieler        | Mannschaft | Spiele  | Overs   | Wickets | Average | BBI     | 5W      | 10W     |
| Matthew Potts  | England    | 5       | 5       | 8       | 24,75   | 4/38    | 0       | 0       |
| Adam Zampa     | Australien | 4       | 4       | 8       | 28,87   | 3/49    | 0       | 0       |
| Brydon Carse   | England    | 5       | 5       | 8       | 30,50   | 3/36    | 0       | 0       |
| Travis Head    | Australien | 4       | 2       | 6       | 10,33   | 4/28    | 0       | 0       |
| Glenn Maxwell  | Australien | 4       | 4       | 5       | 21,00   | 2/15    | 0       | 0       |
| Mitchell Starc | Australien | 4       | 4       | 5       | 46,00   | 3/50    | 0       | 0       |

| Twenty20         | Twenty20   | Twenty20 | Twenty20 | Twenty20 | Twenty20 | Twenty20 | Twenty20 | Twenty20 |
| Batting          | Batting    | Batting  | Batting  | Batting  | Batting  | Batting  | Batting  | Batting  |
| Spieler          | Mannschaft | Spiele   | Innings  | Runs     | Average  | HS       | 100s     | 50s      |
| ---------------- | ---------- | -------- | -------- | -------- | -------- | -------- | -------- | -------- |
| Lian Livingstone | England    | 2        | 2        | 124      | 62,00    | 74       | 0        | 1        |
| Travis Head      | Australien | 2        | 2        | 90       | 45,00    | 37       | 0        | 1        |
| Josh inglis      | Australien | 2        | 2        | 79       | 39,50    | 53       | 0        | 0        |
| Matthew Short    | Australien | 2        | 2        | 69       | 34,50    | 50       | 0        | 0        |
| Phil Salt        | England    | 2        | 2        | 59       | 29,50    | 35       | 0        | 0        |
| Bowling          |            |          |          |          |          |          |          |          |
| Spieler          | Mannschaft | Spiele   | Overs    | Wickets  | Average  | BBI      | 5W       | 10W      |
| Matthew Short    | Australien | 2        | 3.0      | 5        | 4,40     | 5/22     | 1        | 0        |
| Liam Livingstone | England    | 2        | 6.0      | 5        | 7,60     | 3/22     | 0        | 0        |
| Sean Abbott      | Australien | 2        | 7.2      | 2        | 13,00    | 3/28     | 0        | 0        |
| Brydon Carse     | England    | 1        | 4.0      | 2        | 13,00    | 2/26     | 0        | 0        |
| Jofra Archer     | England    | 1        | 3.3      | 2        | 15,50    | 2/31     | 0        | 0        |
| Josh Hazlewood   | Australien | 1        | 4.0      | 2        | 16,00    | 2/32     | 0        | 0        |
| Adam Zampa       | Australien | 2        | 8.0      | 2        | 28,50    | 2/20     | 0        | 0        |
| Saqib Mahmood    | England    | 2        | 6.0      | 2        | 29,00    | 2/21     | 0        | 0        |
| Adil Rashid      | England    | 2        | 8.0      | 2        | 29,00    | 1/23     | 0        | 0        |
| Sam Curran       | England    | 2        | 5.0      | 2        | 36,00    | 1/35     | 0        | 0        |